# Max Grosskopf
Max Grosskopf, född 25 april 1892 i Lübben, död 25 april 1945 i Berlin, var en tysk promoverad jurist och SS-Obersturmbannführer.

## Biografi
Max Grosskopf deltog i första världskriget som krigsfrivillig och dekorerades med Järnkorset av andra klassen. År 1920 övertog han faderns kvarn. År 1932 blev Grosskopf medlem i NSDAP och när Adolf Hitler hade kommit till makten året därpå inträdde Grosskopf i Gestapa som hade i uppdrag att leda den politiska polisens verksamhet i Preussen. Han ledde inom Gestapa avdelningen för ekonomi, jordbruk och socialpolitik. Grosskopf inträdde i SS 1935.

### Andra världskriget
Den 1 september 1939 anföll Tyskland Polen och den 26 oktober inrättades Generalguvernementet, den del av Polen som inte inlemmades i Tyska riket. År 1940 avlöste Grosskopf Ludwig Hahn som kommendör för Sicherheitspolizei (Sipo) och Sicherheitsdienst (SD) i distriktet Krakau. Grosskopf var en av de ansvariga för förintelsen i Västgalizien. Grosskopf efterträddes 1943 av Rudolf Batz och blev senare samma år chef för Gestapo i Graz. I januari 1945 insattes han som förbindelseofficer vid Ryska befrielsearméns stab. Grosskop begick självmord i andra världskrigets slutskede.

## Befordringar i SS
- Sturmbannführer: 26 september 1938
- Obersturmbannführer: 1 mars 1941